# Kluczkowo
Kluczkowo (niem. Klützkow) – wieś w Polsce położona w województwie zachodniopomorskim, w powiecie świdwińskim, w gminie Świdwin.

## Położenie geograficzne
Kluczkowo oddalone jest 7 km na połud.-wsch. od Świdwina przy drodze do Bierzwnicy i Gawrońca. Rzeka Rega wyznacza wschodnią granicę wsi. Od strony połud.-zach. przepływa 9-kilometrowy potok Galbena uchodzący do Regi w Świdwinie.

## Historia miejscowości
Pierwsze zapiski historyczne w księgach ziemskich Nowej Marchii w 1337 jako posiadłość von Seg. Volzikow o nazwie Clocktzow z majątkiem Charlottenhof i Klutzkower Muhle (Kluczkówko). 3 maja 1376 r. Johan von Wedel, pan ze Świdwina, przenosi probostwo w Smardzku do kościoła w Kluczkowie.
W 1447 część wsi otrzymał zakon kartuzów ze Świdwina. Wcześniej Kluczkowo należało prawdopodobnie do rodziny Wedlów. Od 1602 Kluczkowo było własnością junkra Henninga Reicha. Po jego śmierci majątek odkupili jego synowie. Od 1784 datuje się spór graniczny komendy z właścicielem Klutzkow Hansem Colerem, który zajął 155 mórg magdeburskich wykorzystywanych dotychczas na pastwisko. Po recesji w 1827 właścicielem majątku w Kluczkowie zostaje Gottlob Butow. W 1843 wieś liczyła 270 mieszkańców, w 1925 – 462, a w 1939 – 443 w 95 gospodarstwach. W 1855 odnotowano istnienie młyna wodnego i 36 domów, w 1882 cegielni. W 1901 zbudowano szosę do Świdwina, w 1904 dokonano parcelacji majątku junkierskiego zajmującego 737 hektarów. Przed 1945 r. majątek Kluczkowo należał do Paula Mullera, a pobliski Charlottenhof, gdzie mieściła się gorzelnia, do Friedricha Wilhelma Schlottego. We wsi funkcjonowała spółdzielnia mleczarska i młyn należący do Augusta Graunkego. Do 1944 r. burmistrzem był Reinhold Schulz, a od 1944 do 1945 Paul Muller i ponownie R. Schulz.
Kluczkowo zostało zdobyte 5-6 marca 1945 r. przez wojska radzieckie i jednostki polskie z 4 Pułku Piechoty 1 Armii WP po walkach z jednostkami niemieckimi X Korpusu SS pod dowództwem SS-Standartenführera Herberta Golza, wchodzącego w skład 3 Armii Pancernej. Około 120 zabitych niemieckich żołnierzy i cywilów pochowano w zbiorowym grobie na cmentarzu Klützkower blisko kostnicy. Ok. 1 tys. Niemców dostało się do niewoli.
W sierpniu 1945 r. rozpoczęto wysiedlanie Niemców z Kluczkowa. Wśród nowych mieszkańców było wielu weteranów wojennych oraz przesiedleńców z terenów wschodniej Polski. W 1963 wybudowano szkołę podstawową, w 1965 w czynie społecznym linię telefoniczną.
Do reformy powiatowej (Kreisreform) w 1932 miejscowość należała do powiatu świdwińskiego, potem do 1954 r. do powiatu białogardzkiego, a następnie ponownie do świdwińskiego. W latach 1975–1998 miejscowość administracyjnie należała do województwa koszalińskiego.

## Kościół
Kluczkowski kościół pw. MB Szkaplerznej pochodzi z 1856. W 1940 miejscowa gmina kościelna liczyła 850 członków. Kościół wybudowany w stylu neogotyckim z głazów narzutowych i cegły z wielobocznym zakończeniem umiejscowienia chóru, bez wież. Obydwie ściany szczytowe w formie schodów, wyprowadzone ponad dach. W pobliżu budowli znajduje się dzwonnica. Na terenie przykościelnym znajduje się obelisk poświęcony niemieckim żołnierzom poległym w I wojnie światowej. Obecnie jest kościołem filialnym parafii pw. NSPJ w Cieszeniewie (dekanat Świdwin).

## Szkoła do 1945
Ostatnim niemieckim nauczycielem przed 1945 r. był Fritz Ristow, który jednocześnie pełnił obowiązki organisty.